# U-162 (1941)
U-162 — большая океанская немецкая подводная лодка типа IX-C, времён Второй мировой войны. 
Заказ на постройку лодки был отдан судостроительной компании «Seebeck» в Бремене 25 сентября 1939 года. Лодка была заложена 19 апреля 1940 года под строительным номером 701, спущена на воду 1 марта 1941 года, 9 сентября 1941 года под командованием капитан-лейтенанта Юргена Ваттенберга вошла в состав учебной 4-й флотилии. 1 февраля 1942 года вошла в состав 2-й флотилии. Лодка совершила 3 боевых похода, в которых потопила 14 судов (82 027 брт). 3 сентября 1942 года потоплена глубинными бомбами британских эсминцев HMS Vimy, HMS Pathfinder и HMS Quentin в средней части Атлантики к северо-востоку от Тринидада в районе с координатами 12.21N, 59.29W. 2 члена экипажа погибли, 49 попали в плен.